# Glyptothorax sykesi
Glyptothorax sykesi är en fiskart som först beskrevs av Day, 1873.  Glyptothorax sykesi ingår i släktet Glyptothorax och familjen Sisoridae. Inga underarter finns listade i Catalogue of Life.